# Henryk Kupczyk
Henryk Kupczyk (ur. 2 stycznia 1933 w Puławach, zm. 22 marca 2007 w Stanach Zjednoczonych) – polski lekkoatleta, specjalizujący się w biegach średniodystansowych. 

## Osiągnięcia
- Mistrzostwa Polski seniorów w lekkoatletyce
  - Warszawa 1953 – brązowy medal w biegu na 800 m

## Rekordy życiowe
- bieg na 800 metrów
  - stadion – 1:50,20 (Szczecin 1959)
- bieg na 1000 metrów
  - stadion – 2:26,80 (Warszawa 1959)
- bieg na 5000 metrów
  - stadion – 14:55,40 (Warszawa 1967)
- bieg na 3000 metrów z przeszkodami
  - stadion – 9:26,00 (Lublin 1967)